# Numéro postal d'acheminement
Pour les articles homonymes, voir NPA.
Le numéro postal d'acheminement (NPA) est le nom donné au code postal en Suisse. Les numéros se composent de quatre chiffres.
La Poste suisse a introduit à partir de 1964 le numéro postal d'acheminement après les postes allemande (Deutsche Bundespost) et américaine (United States Postal Service) ce qui fait d'elle le troisième pays au monde à avoir introduit un code postal.
En Suisse, les numéros se composent de quatre chiffres. Comme dans le système allemand, une commune peut avoir plusieurs NPA. Qu'une localité possède son propre NPA ne veut pas dire qu'il s'agit d'une commune politiquement autonome. Le même NPA peut être aussi utilisé par différentes communes (exemples : 1227 comprend un quartier de Genève – Les Acacias – et la commune de Carouge ; 3048 Worblaufen, comprend des parties de Berne et d'Ittigen).
Le système de NPA suisses comprend aussi la principauté du Liechtenstein. L'enclave allemande de Büsingen am Hochrhein a un NPA suisse (8238) en plus de son code postal national (78266). C'était également le cas de l'enclave italienne de Campione d'Italia jusqu'à fin 2019. 

## Structure
Les numéros postaux d'acheminement ont été formés selon un principe logique. Chacun des quatre chiffres donne une indication géographique de l'endroit auquel il correspond :
- 1er chiffre : grande région géographique
- 2e chiffre : zone plus petite autour d'une ville
- 3e chiffre : trajet (ce chiffre se réfère encore à l'époque où tout le courrier était distribué par train)
- 4e chiffre : localité

## Liste
- 1xxx - Suisse romande sud
  - 10xx : Lausanne, Échallens
  - 11xx : Morges, Rolle, Aubonne

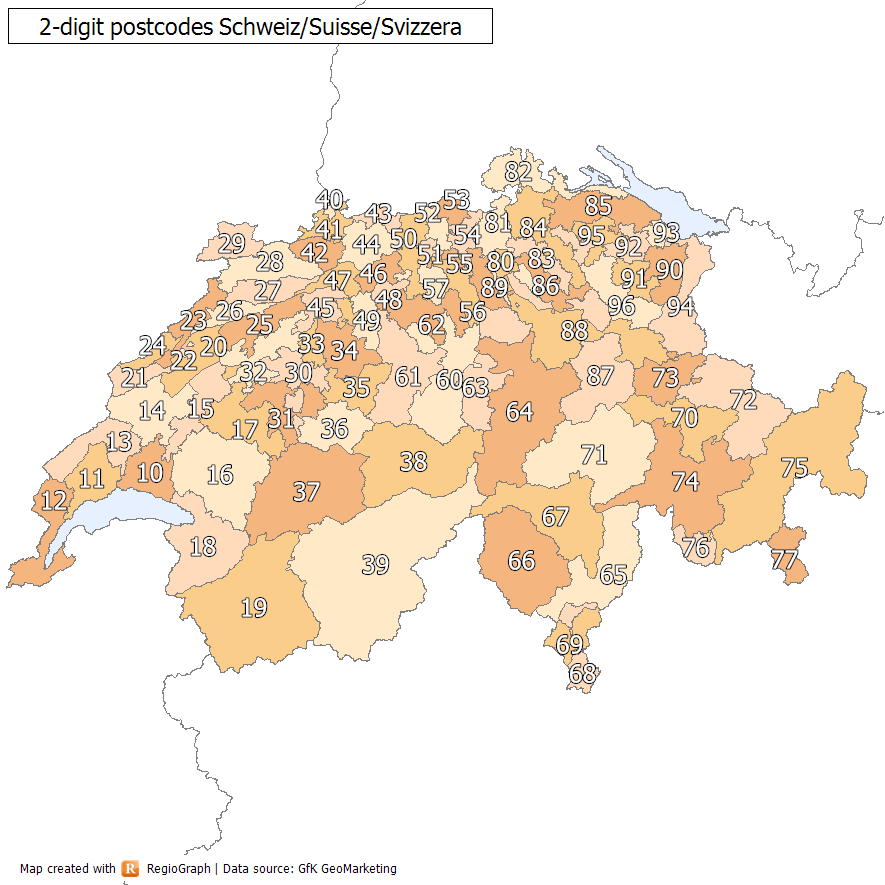
Cartes des zones définissant les deux premiers chiffres de chaque numéro postal.

  - 12xx : Canton de Genève, Nyon (VD)
  - 13xx : Massif du Jura : Cossonay, Orbe, Vallorbe
  - 14xx : Yverdon-les-Bains, Estavayer-le-Lac
  - 15xx : Moudon, Lucens, Payerne, Domdidier, Avenches
  - 16xx : Romont, Bulle, Gruyère, Châtel-Saint-Denis
  - 17xx : Fribourg et région du lac de Morat
  - 18xx : Est du Léman : Vevey, Montreux, Chablais vaudois et valaisan : Aigle, Monthey, Saint-Maurice
  - 19xx : Martigny, Sion

- 2xxx - Suisse romande nord
  - 20xx : Neuchâtel
  - 21xx : Val-de-Travers
  - 22xx : Val-de-Ruz
  - 23xx : La Chaux-de-Fonds, district des Franches-Montagnes
  - 24xx : Le Locle, La Sagne
  - 25xx : Bienne, région du lac de Bienne, Granges
  - 26xx : région de Saint-Imier
  - 27xx : Jura bernois : Tavannes, Tramelan, Moutier
  - 28xx : Delémont
  - 29xx : Ajoie : Porrentruy

- 3xxx - Berne et Valais supérieur
  - 30xx : ville de Berne et périphérie
  - 31xx : sud de Berne
  - 32xx : Seeland : Aarberg, Anet, Chiètres, Lyss
  - 33xx : zone entre Berne et Soleure
  - 34xx : Berthoud et Haute-Argovie sauf Langenthal
  - 35xx : Emmental
  - 36xx : Thoune
  - 37xx : Spiez, Simmental
  - 38xx : Interlaken, Haslital
  - 39xx : Sierre et Crans-Montana

- 4xxx - Région de Bâle
  - 40xx : ville de Bâle
  - 41xx : vallée de Leimen, vallée de Birs, Riehen, Bettingen, Pratteln
  - 42xx : vallée de Laufon, Dornach, Thierstein
  - 43xx : vallée de Frick : Rheinfelden, Stein
  - 44xx : Canton de Bâle-Campagne
  - 45xx : Soleure
  - 46xx : Olten
  - 47xx : Oensingen, Balsthal
  - 48xx : Zofingue
  - 49xx : Langenthal

- 5xxx - Région d’Aarau
  - 50xx : Ville d'Aarau et périphérie, ouest de la vallée de Frick : Frick et Laufenburg
  - 51xx : Möriken-Wildegg, Schinznach-Dorf, Schinznach-Bad
  - 52xx : Brugg, vallée de Mettau
  - 53xx : Turgi, Koblenz
  - 54xx : Baden, Wettingen
  - 55xx : Mellingen
  - 56xx : Lenzbourg, Wohlen, Bremgarten, Muri
  - 57xx : District de Kulm, Beinwil am See, Kölliken, Safenwil

- 6xxx - Centre de la Suisse, canton du Tessin
  - 60xx : Lucerne, canton d'Obwald
  - 61xx : Entlebuch, Willisau
  - 62xx : Sempach, Sursee, Hochdorf
  - 63xx : Canton de Zoug, canton de Nidwald
  - 64xx : Canton de Schwytz sans les districts de March et de Höfe, Uri
  - 65xx : Bellinzone, Mesocco, Val Calanca
  - 66xx : Locarno, Vallemaggia, Val Verzasca
  - 67xx : District de Léventine, Valle di Blenio
  - 68xx : Mendrisiotto
  - 69xx : Lugano

- 7xxx - Grisons
  - 70xx : Coire, Arosa, Domat/Ems, Flims
  - 71xx : Région de Surselva
  - 72xx : Prättigau, Davos
  - 73xx : Région de Landquart, Sargans
  - 74xx : Région d'Albula
  - 75xx : Engadine, Val Müstair
  - 76xx : Val Bregaglia
  - 77xx : Val Poschiavo

- 8xxx - Région de Zurich
  - 80xx : Ville de Zurich. Les deux derniers chiffres indiquent la circonscription de la ville ou le bureau distributeur : 8005 Zurich 5 pour la 5e circonscription ou 8031 Zurich 31 pour le bureau distributeur n°31)
  - 81xx : nord-ouest du canton de Zurich
  - 82xx : Schaffhouse, Kreuzlingen
  - 83xx : Kloten, Hinwil, sud du canton de Thurgovie
  - 84xx : Winterthour, vallée de la Töss
  - 85xx : Frauenfeld, Weinfelden, Amriswil, Romanshorn
  - 86xx : Dübendorf
  - 87xx : rive droite du lac de Zurich, canton de Glaris
  - 88xx : rive gauche du lac de Zurich, districts de March et de Höfe et circonscription électorale de Sarganserland
  - 89xx : vallée de la Limmat, Albis (de), district d'Affoltern

- 9xxx - Est de la Suisse et Liechtenstein
  - 90xx : Saint-Gall, Appenzell
  - 91xx : Herisau
  - 92xx : Gossau, Flawil, Uzwil, Bischofszell
  - 93xx : Arbon
  - 94xx : Rorschach, vallée du Rhin, Liechtenstein
  - 95xx : Wil
  - 96xx : Toggenburg

## Lieux étrangers ayant un NPA
- CH-3907 Domodossola en Italie (Agence postale Suisse)
- CH-6911 Campione d'Italia en Italie
- CH-8238 Büsingen am Hochrhein en Allemagne
- FL-94xx : Liechtenstein
  - 9485 Nendeln (commune d'Eschen)
  - 9486 Schaanwald (commune de Mauren)
  - 9487 Gamprin
  - 9488 Schellenberg
  - 9490 Vaduz
  - 9491 Ruggell
  - 9492 Eschen
  - 9493 Mauren
  - 9494 Schaan
  - 9495 Triesen
  - 9496 Balzers
  - 9497 Triesenberg
  - 9498 Planken

## Référence
- (de) Cet article est partiellement ou en totalité issu de l’article de Wikipédia en allemand intitulé « Postleitzahl (Schweiz) » (voir la liste des auteurs).